# Odostomia ornatissima
Odostomia ornatissima är en snäckart som först beskrevs av Haas 1943.  Odostomia ornatissima ingår i släktet Odostomia och familjen Pyramidellidae. Inga underarter finns listade i Catalogue of Life.